# エルンスト・クラドニ

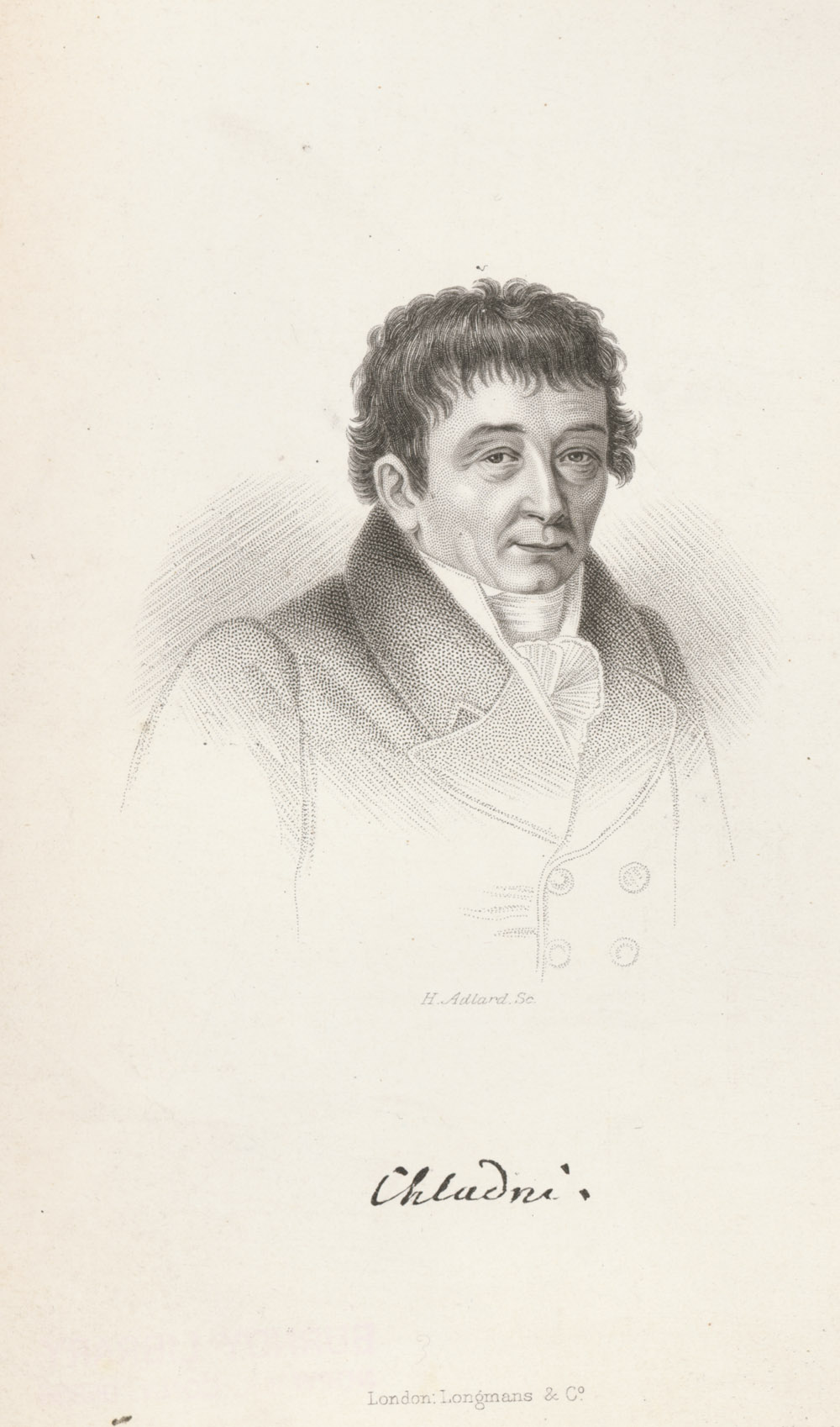
Ernst Florens Friedrich Chladni

エルンスト・フローレンス・フリードリヒ・クラドニ（Ernst Florens Friedrich Chladni 、1756年11月30日 - 1827年4月3日）は、ドイツの物理学者・天文学者である。音響学の分野に貢献する一方、隕石が地球外に起源があるという説を初めて述べたことでも知られる。
| フィギュア |
| ---------- |
|            |
|            |
|            |
|            |
|            |
|            |

## 人物
ライプツィヒ大学で学んだ。音響学の分野で平面の振動を可視化する方法を開発し、1787年に著書Entdeckungen ueber die Theorie des Klanges（音響理論に関する発見）を著した。
天文学の分野では、ドイツの博物学者、ペーター・ジーモン・パラス（Peter Pallas 、1741年-1811年）がロシヤのクラスノヤルスクから持ち帰ったパラス石（パラサイト、英：Pallasite）を調べ、1794年にUber den Ursprung der von Pallas gefundenen und anderer ihr ahnlicher Eisenmassen und uber einige damit in Verbindung stehende Naturerscheinungenを著し、隕石の地球外起源説を初めて唱えた。当時のアレクサンダー・フォン・フンボルトやゲオルク・クリストフ・リヒテンベルクといった学者たちからはその説は認められなかったが、数年後の1803年4月にフランス、ノルマンディーのレーグルに隕石（レーグル隕石）が落下したことや、イギリスの化学者エドワード・ハワードの隕石の化学成分の分析結果などから、隕石の地球外起源説は認められることになった。
また1790年にユーフォン、1799年にクラビシリンダーなどの楽器も発明した。
|  |  |  |  |  |  |
|  |  |  |  |  |  |
|  |  |  |  |  |  |
|  |  |  |  |  |  |
|  |  |  |  |  |  |
|  |  |  |  |  |  |